# Mitromorpha multigranosa
Mitromorpha multigranosa é uma espécie de gastrópode do gênero Mitromorpha, pertencente a família Mitromorphidae.